# Pradère-les-Bourguets
Pradère-les-Bourguets è un ex comune francese di 238 abitanti situato nel dipartimento dell'Alta Garonna nella regione dell'Occitania.
Dal 1º gennaio 2018 è stato fuso con il comune di Lasserre per formare il nuovo comune di Lasserre-Pradère.

## Società

### Evoluzione demografica
Abitanti censiti